# Горња Панонија
Горња Панонија (лат. Pannonia Superior) је била римска провинција чији је главни град био Карнунтум (Carnuntum).
Обухватала је делове данашње западне Мађарске, источне Аустрије, као и мање делове Словеније и Хрватске.
Поред Карнунтума који се налазио између данашњег Беча и Братиславе, значајни градови су били: 
- Саварија (Savaria) данашњи Сомбатхељ (Szombathely) — најстарији град у Мађарској
- Поетовио (Poetovio) данашњи Птуј — најстарији град у Словенији
- Виндобона (Vindobona) данашњи Беч (pаније у провинцији Норик)

Провинција је основана 103. године н.е. и трајала је до 3. века н.е.
Кроз провинцију је пролазио чувени пут ћилибара.